# Lagynochthonius flavus
Espèce
Synonymes
- Tyrannochthonius flavus Mahnert, 1986

Lagynochthonius flavus est une espèce de pseudoscorpions de la famille des Chthoniidae.

## Distribution
Cette espèce est endémique du Kenya. Elle se rencontre dans les monts Shimba.

## Description
La carapace des mâles mesure de 0,29 à 0,31 mm de long sur de 0,28 à 0,29 mm et la carapace des femelles mesure de 0,35 à 0,36 mm de long sur de 0,34 à 0,35 mm.

## Publication originale
- Mahnert, 1986 : Die Pseudoskorpione (Arachnida) Kenyas. 7. Chthoniidae. Revue Suisse de Zoologie, vol. 92, no 4, p. 823-843 (texte intégral).